# Dalvík
Dalvík é uma localidade na Islândia, com uma população de cerca de 1 367 habitantes em 2018.